# 미나 더 할로어
《미나 더 할로어》(Mina the Hollower)는 요트 클럽 게임스가 개발 및 배급하는 출시 예정 액션 어드벤처 게임이다. 마이크로소프트 윈도우, macOS 및 리눅스 플랫폼으로 발매된다.
고딕풍의 의인화 동물세계가 배경이다. 주인공은 뛰어난 기술공이자 '할로어'를 맡는 쥐 미나로, 그가 테네브로스 섬의 전기발전기가 중단된 이유를 밝히기 위해 모험을 떠나는 이야기를 그렸다.

## 개발
《미나 더 할로어》는 본래 요트 클럽 게임스의 개발자 알렉 파크너가 코딩과 그래픽 디자인 연습을 위해 개인적으로 작업한 프로젝트로 시작했다. 당시 "고딕(Gothic)"이라는 가명으로 홀로 제작된 게임은 요트 클럽의 수석개발자가 발견해 자사의 《삽질 기사》에 맞는 제품이라 여겨 상업용으로 전환했다.
2022년 2월 3일, 요트 클럽 게임스는 킥스타터를 통해 크라우드펀딩 모금을 시작했다. 해당 운동은 후원자 21,439명이 참가해 미화 120만 달러를 모금받았으며 이후 다른 크라우드펀딩 수단을 통해 총 140만 달러 이상을 모금했다.